# Футбольный матч Испания — Мальта (1983)
Футбольный матч между сборными Испании и Мальты прошел 21 декабря 1983 года на севильском стадионе «Бенито Вильямарин» в рамках отборочного турнира к ЧЕ-1984 во Франции. Встреча завершилась со счетом 12:1 в пользу испанцев, этот матч считается одним из самых скандальных в истории футбола.

## Ход встречи
За четыре дня до игры Нидерланды разгромили Мальту со счетом 5:0 и тем самым завершили свою квалификационную кампанию с 13 очками и разницей мячей +16.
Для того, чтобы квалифицироваться на турнир, «красной фурии» необходимо было побеждать с разницей в 11 мячей.
Счет в матче на 15-й минуте открыл Сантильяна.
Мальтийцы восстановили равновесие на 24-й минуте усилиями Сильвио Демануэле.
В первом тайме Испания сумела забить ещё дважды (хет-трик оформил Сантильяна), на перерыв команды ушли при счете 3:1 в пользу хозяев поля.
Во втором тайме мальтийская оборона рассыпалась.
По покеру оформили Сантильяна и Поли Ринкон. Дублем в игре отметился Антонио Маседа, по голу также забили Ману Сарабиа и Хуан Сеньор, ранее не реализовавший пенальти.

## Реакция
После окончания встречи представители мальтийской стороны обвинили испанцев в употреблении допинга и подкупе арбитров.
В частности, данного мнения придерживается экс-голкипер «иоанитов» Джон Бонелло, заявивший в одном из своих интервью, что видел, как испанские функционеры позже входили в судейскую комнату с шампанским и золотыми часами.

Судья матча Эрхан Гексель опроверг данную теорию.
Тренер Виктор Скерри, возглавлявший в той игре команду Мальты, считал, что футболисты подверглись влиянию наркотиков: "В перерыве вошел маленький человек в белом костюме с большим подносом, на котором лежали разрезанные пополам лимоны. Игроки взяли их и начали есть. Я говорил нашему доктору: «Может, их накачали наркотиками? Потому что во втором тайме они просто потеряли рассудок. Но доказательств у нас нет. Если бы были, футбол бы закончился».
Его версию поддержал нападающий той команды Сильвио Демануэле. «Когда я съел лимон, почувствовал себя пьяным, как будто всю ночь провел на вечеринке. У них была ненормальная энергия. У рта была пена, они постоянно пили воду. Мой брат — бодибилдер, я так и подумал, что они принимают допинг».
В итоге сборная Испании отобралась на Евро, где дошла до финала.
Игроков сборной Мальты по возвращении на родину затравили, многие больше так и не сыграли за национальную команду.